# James W. Gibson
James William Gibson (21. oktober 1877 – september 1951) var en britisk forretningsmand, der ejede Manchester United fra december 1931 frem til sin død.
Gibson voksede op i det centrale Manchester med en lillebror, og en søster som døde tidligt. Da han var 14 år, døde begge hans forældre af sygdom, og han flyttede ind hos hans bedsteforældre på hans fars side.
Han reddede Manchester United fra konkurs. Han drev klubben i omkring 25 år.